# Người Saka
Người Saka (tiếng Ba Tư cổ:𐎿𐎣𐎠 Sakā; Kharoṣṭhī: 𐨯𐨐 Saka; tiếng Ai Cập cổ: 𓋴𓎝𓎡𓈉 sk, 𓐠𓎼𓈉 sꜣg; tiếng Trung: 塞, tiếng Hán thượng cổ *Sək, mod. Sè, Sāi), Shaka (tiếng Phạn (Brāhmī): 𑀰𑀓,  , Śaka; tiếng Phạn (Devanāgarī): शक Śaka, शाक Śāka), hoặc Sacae (tiếng Hy Lạp cổ: Σάκαι Sákai; tiếng Latinh: Sacae) là một nhóm các bộ lạc du mục Đông Iran, từng một thời sinh sống ở phần phía bắc và đông của thảo nguyên Á-Âu và bồn địa Tarim.

## Người Scythia và người Saka trong các tài liệu cổ

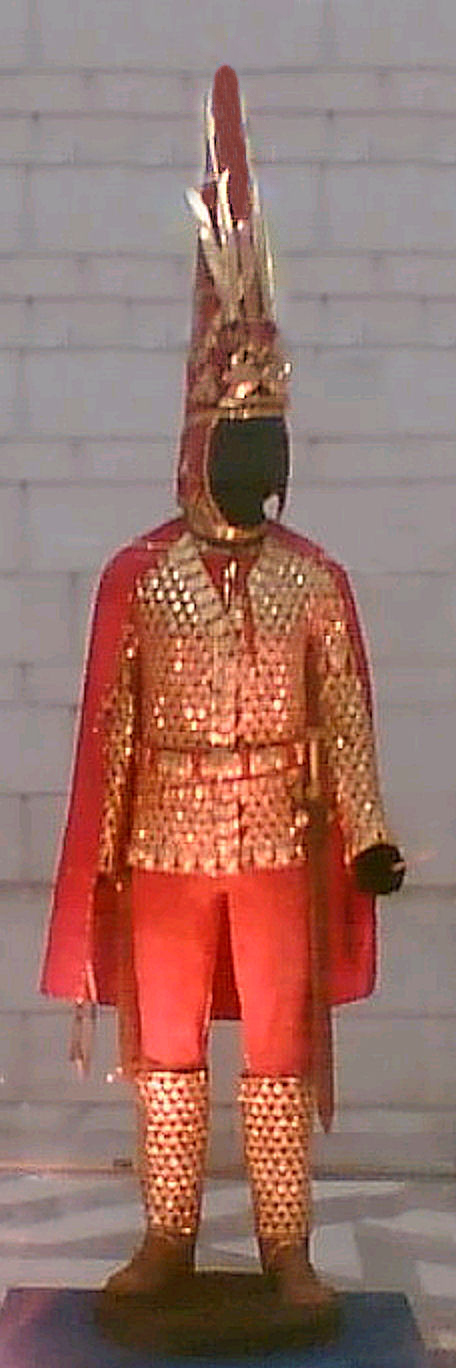
Áo giáp tuần hành kiểu kỵ binh nặng của hoàng tộc Saka từ kurgan Issyk, Kazakhstan.

Các miêu tả lịch sử hiện đại về các cuộc chiến Ấn-Scythia thường giả định rằng người đóng vai chính của người Scythia chỉ là một bộ lạc gọi là Saka (Sakai hay Sakas). Nhưng các văn bản Hy Lạp và Latinh có sớm hơn lại gợi ý rằng thuật ngữ người Scythia trỏ tới kiểu gộp nhóm rộng lớn hơn về các dân tộc Trung Á.
Tới thời kỳ Herodotus (484-425 TCN), người Sakai là 'Amurgioi Skuthai' (nghĩa là người Scythia từ Ammyurgia). Strabo (khoảng 63 TCN - 24) lại gợi ý rằng thuật ngữ Skuthais (người Scythia) là nói tới người Sakai và một vài bộ lạc khác. Arrian (khoảng 92-175) nói tới người Sakai như là Skuthon (một người Scythia) hoặc Skuthai (những người Scythia) sinh sống tại châu Á.
Rõ ràng là tất cả các học giả Hy Lạp và Latinh trích dẫn ở đây đều tin rằng người Sakai là người Scythia, nhưng không phải mọi người Scythia đều là người Sakai. Dường như là nhầm lẫn ngày nay về nhân dạng người Scythia một phần là do người Ba Tư. Theo Herodotus, người Ba Tư gọi toàn bộ người Scythia bằng tên gọi Saka. Pliny Già (23–79) đưa ra diễn giải chi tiết hơn, cho rằng người Ba Tư đặt tên gọi Sakai cho các bộ lạc Scythia "gần nhất với họ". Điều này có thể giải thích tại sao người Scythia bắt đầu được gọi là người Sakai.
Một manh mối khác để nhận dạng thật sự về người Scythia là khu vực rộng lớn mà các học giả cổ đại nghĩ rằng là họ đã từng sinh sống trong đó. Những người Hy Lạp cổ đại viết rằng vùng đất quê hương của người Scythia bao gồm Trung Á ở phía đông biển Caspi, phía bắc của Hindukush/Karakoram và phía tây của Trung Quốc kéo dài xa tới tận Siberi. Điều này gợi ý rằng Scythia là thuật ngữ chung được áp dụng lỏng lẻo cho một khu vực rộng lớn ở Trung Á với nhiều nhóm sắc tộc đa dạng.
Strabo định nghĩa mọi thị tộc Trung Á sinh sống trong khu vực phía đông biển Caspi là người Scythia về mặt văn hóa. Diodorus (khoảng 90–30 TCN) viết rằng núi Hemodos là đường phân chia giữa Scythia và Ấn Độ, các nguồn tài liệu Hy Lạp cổ đại sử dụng nhiều tên gọi khác nhau cho ngọn núi này, như Himaos, Imaos và Paropamisos nhưng nói chung đặt nó trong dãy núi Himalaya.
Ptolemy (khoảng 90-168) viết rằng Skuthia không phải chỉ là "trong phạm vi Imaos" (dãy Himalaya) và "ở phía kia của Imaos" (phía bắc dãy Himalaya), mà còn nói về một "vùng đất của người Sakai" tách biệt trong phạm vi Scythia. Cả Solinus và Pliny đều miêu tả rằng sông Hằng là một trong các con sông lớn nhất của Ấn Độ và có đầu nguồn trong các vùng núi Scythia.
Khi các văn bản cổ đại nói tới người Sakai sinh sống trong khu vực núi Hemodos hoặc khu vực Himalaya, chúng cũng đề cập tới khu vực rộng lớn hơn là Himalaya ngày nay. Các văn bản Hy Lạp nói tới núi Hemodos như là Kaukasos (Kavkaz), là từ Hy Lạp để chỉ toàn bộ khu vực Hindu Kush. Trong các văn bản Phạn/Pali, Himalaya trải dài tới các đại dương phía điông và phía tây và vì thế gộp cả các dãy núi Hindu Kush và Karakoram.
Trong khi ấy Ptolemy nói rằng các bộ lạc Scythia sinh sống trong khu vực dãy núi Hindu Kush chỉ là nhánh phía nam của thế giới Scythia. Theo định nghĩa này, bộ lạc Parama Kamboja, những người sống trong vùng lãnh thổ xa của Transoxiana như các thung lũng Fargana và Zeravshan cũng được gọi là người Scythia.
Với Scythia bao phủ một khu vực rộng lớn như vậy, không ngạc nhiên khi các học giả cổ đại như Strabo và bản ghi chép Historiae Philippicae của sử gia La Mã thế kỷ 1 TCN Pompeius Trogus (Gnaeus Pompeius Trogus), đã phân loại bất kỳ người Asii (Asio, Asii, Asiani, Osii) nào và các thị tộc Kamboja là gắn liền với văn hóa ngựa như là các chủng tộc Scythia.

### Chứng cứ của Strabo
Theo Strabo, Bactriana bị chiếm đóng bởi các bộ lạc du mục như Asii, Pasianoi, Tokharoi và Sakaraukoi những người ban đầu đến từ đất nước phía bên kia bờ sông Jaxartes (Syr Darya. Đoạn XLI của Historiae Philippcae cũng nói tới sự xâm lấn của Scythia vào các vương quốc của người Hy Lạp là Bactria (Đại Hạ) và Sogdiana - những kẻ xâm lược được mô tả là Saraucae và Asiani. Saraucae là Sacarauli còn Asiani là Asii/Asio của Strabo. Các dẫn chiếu này che đậy thông tin rằng sau khi bị buộc phải rời khỏi hồ Issyk-Kul và trong các cuộc di chuyển của họ tới Bactria qua Sogdiana và Fargana, dưới áp lực của Đại Nguyệt Chi, người Saka Issyk-kul (Sakaraulois) đã được liên hiệp lại trên đường bởi các tầng lớp của các bộ lạc Scythia khác trong các khu vực trung gian trong quá trình di chuyển về phía nam hay tây nam tới Bactria. Thuật ngữ Asio (Asii) trỏ một cách rõ ràng tới người cưỡi ngựa và trỏ một cách không còn nghi ngờ tới Kamboja của bộ lạc Parama Kamboja mà aswas hay ngựa của họ cũng được ngợi ca trong Mahabharata như là có chất lượng tuyệt hảo. Trên thực tế, Asio, Asi/Asii, Asva/Aswa, Ari-aspi, Aspasios, Aspasii (hay Hippasii) là các tên gọi khác nhau một chút mà các tác giả cổ đại đã gán cho các thị tộc cưỡi ngựa của bộ lạc Kamboja của Scythia Các thuật ngữ này rất có thể có nguồn gốc từ các từ trong tiếng Ba Tư cổ để chỉ ngựa, "asa" và "aspa". Người Tokhario được một số học giả cho là thị tộc Rishika. Nhưng người Rishika lại có nguồn gốc gần gũi từ các thị tộc Parama-Kamboja theo như chứng cứ từ Mahabharata. Tương tự, Pasianoi là một bộ lạc Scythia khác từ Trung Á. Saraucae hoặc Sakarauloi chỉ một cách rõ ràng tới Saka chính xác từ hồ Issyk-kul. Một số học giả có xu hướng liên kết Rishika với Tukhara và muộn hơn là với Đại Nguyệt Chi. Nếu chấp nhận kiểu kết nối này thì người Tukhara (==> Rishika ==> Nguyệt Chi) đã kiểm soát phần phía đông của Bactria (Ta-hia) trong khi các lực lượng kết hợp của Sakarauloi, 'Asio' (người cưỡi ngựa = Parama Kamboja) và 'Pasinoi' của Strabo v.v đã chiếm đóng phần phía tây của Bactria sau khi bị đánh bật khỏi vùng đất quê hương ban đầu tại thung lũng Fargana/Alai bởi Đại Nguyệt Chi. Như nói trên đây, Ta-hia có nghĩa là Tukhara/Tokhara cũng bao gồm cả Badakshan, Chitral, Kafirstan và Wakhan, các khu vực tạo thành phần phía đông của Bactria Theo các học giả khác, chỉ mỗi các bộ lạc du cư Saka đã tạo ra sự kết thúc cho vương quốc của người Hy Lạp tại Bactria

## Vị trí của người Saka

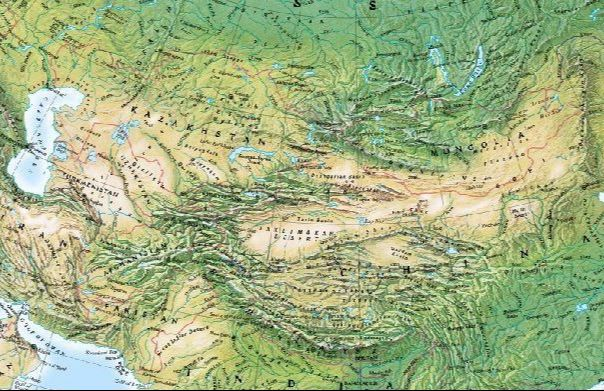
Bản đồ tự nhiên vùng Trung Á với Kavkaz ở phía tây bắc và Mông Cổ ở phía đông bắc.

Người ta đã chứng minh rằng trong thế kỷ 3 người Sacae đã có vương quốc riêng của chính mình tại Khotan (Hòa Điền), miền tây Trung Quốc (tại Kashgar/Khách Thập). Vì thế người Sacae đôi khi được gọi là người Sacae-Khotan. Do người Hung, những người đã buộc người Quý Sương phải rời bỏ lãnh thổ của mình, nên người Sacae đã phải chạy về phía nam nơi họ di cư tại Sistan. Người Saka có ít nhất ba khu định cư lớn, Saka Haumavarka, Saka Tigrakhauda và Saka Taradarya, theo như các chữ khắc mà vua Darius I (522-486 TCN) của nhà Achaemenid để lại tại thành phố Hamadan và tại kinh đô của ông ở Perspolis. Tuy nhiên, các học giả lại cho rằng ba khu định cư ấy có thể chỉ là các dấu tích còn lại của một nền văn hóa lớn hơn nhiều do các làn sóng di cư của người Scythia để lại, ngược thời gian tới giữa thế kỷ 8 TCN.
Các chữ khắc Darius nói rằng Sakas Haumavarka sinh sống "phía bên kia Sogdiana" (para-Sugudam) là nơi, khi nhìn từ Perspolis, dường như là chỉ tới Tashkant, Fargana, Kashgar và các khu vực cận kề. Sakas Tigrakhauda sống gần biển Aral trong các thung lũng thấp của sông Jaxartes cũng như các đồng bằng phía bắc Jaxartes. Khu định cư thứ ba của người Saka,Sakas Taradarya, nằm ở phía bắc biển Đen tại vùng thảo nguyên nước Nga ngày nay
Cũng có các dẫn chiếu tới Saka Haumavarka trong các tài liệu Ấn Độ cổ đại. Dường như là những người Saka Haumavarka này và các bộ lạc liên minh như người Loha, Parama Kamboja, Rishika v.v đã sinh sống trong, và phía bắc của các dãy núi Pamir, xa tới tận Kashgar, Fargana và hồ Issyk-Kul, đã có mâu thuẫn với Đại Nguyệt Chi và di cư tới miền bắc Ấn Độ. Theo chứng cứ do Mahabharata cung cấp, các dãy núi Pamir thuộc Transoxiana và các khu vực ở phía bắc xa tới Fargana đã từng được biết đến như là các vùng đất của các bộ lạc liên minh Loha, Parama Kamboja, Rishika và v.v. Tất cả những người này sinh sống tại Scythia của các tác giả cổ đại hoặc tại Shakadvipa trong các văn bản Ấn Độ, tại đó họ được gộp lại cùng nhau và được đặt tên gọi chung là người Sacae (người Hy Lạp gọi) và người Saka (người Iran gọi). Họ được các văn bản Ấn Độ gọi là Shakas.

## Nguồn gốc

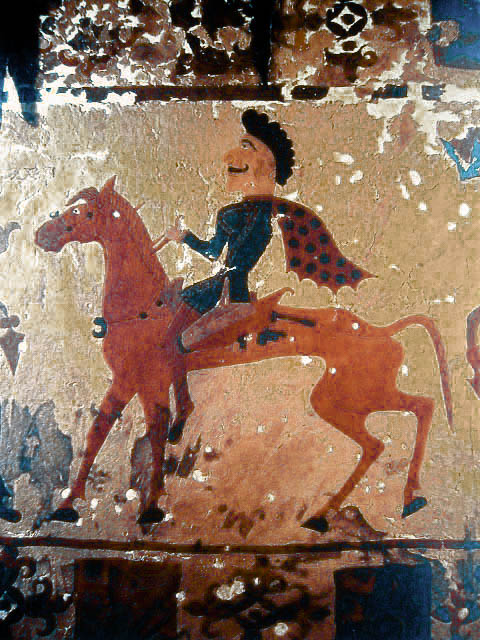
Người Saka (Scythia) cưỡi ngựa từ Pazyryk tại Trung Á, khoảng 300 TCN.

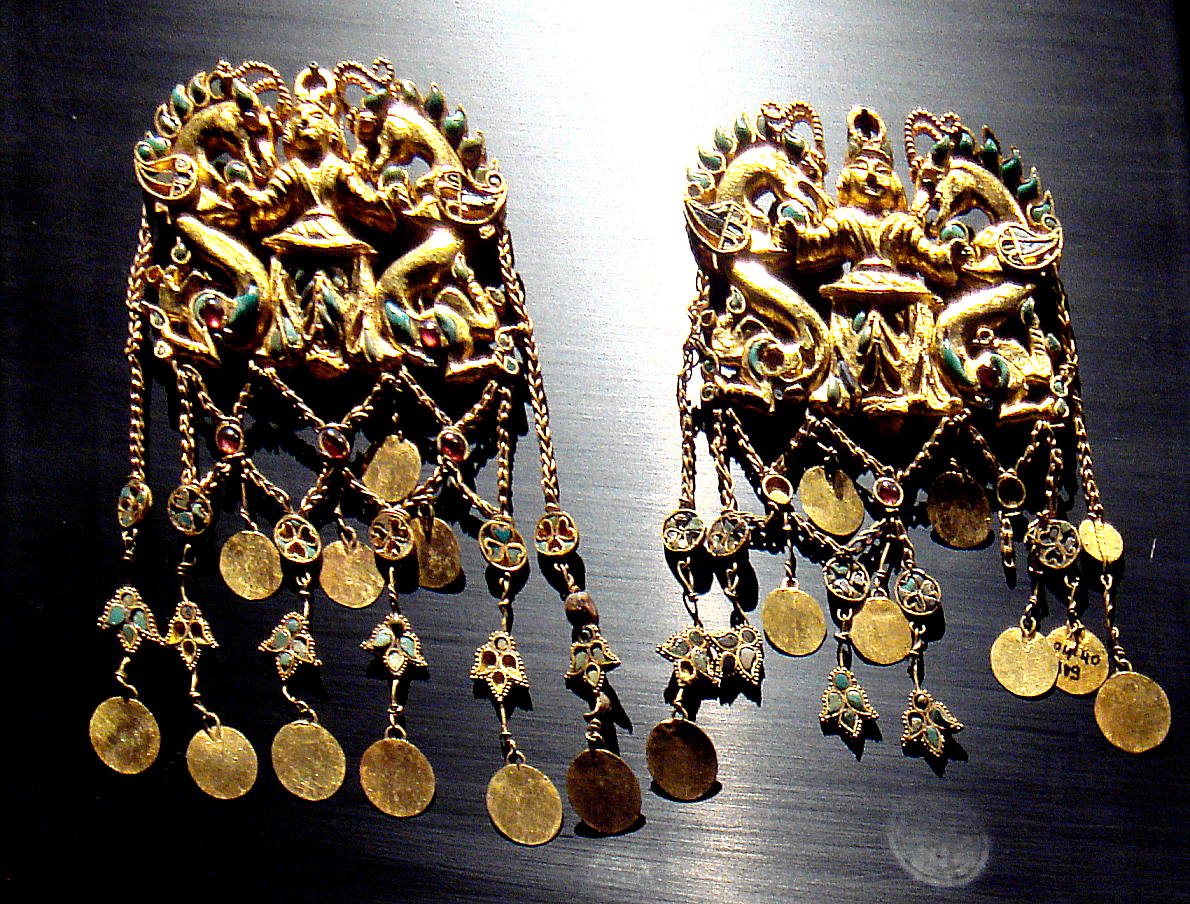
Cổ vật bằng vàng của người Scythia ở Bactria, tại di chỉ Tillia tepe.